# Baskó
Baskó ist eine ungarische Gemeinde im Kreis Gönc im Komitat Borsod-Abaúj-Zemplén.

## Geografische Lage
Baskó liegt in Nordungarn, 50 Kilometer nordöstlich des Komitatssitzes Miskolc, an dem kleinen Fluss Tekeres-patak. Die Nachbargemeinde Sima liegt fünf Kilometer, die nächstgelegene Stadt Abaújszántó 13 Kilometer südwestlich von Baskó.

## Söhne und Töchter der Gemeinde
- István Iván Bor (1945–2006), Grafiker, Illustrator und Maler

## Sehenswürdigkeiten
- Griechisch-katholische Kirche Istenszülő oltalma, erbaut 1790

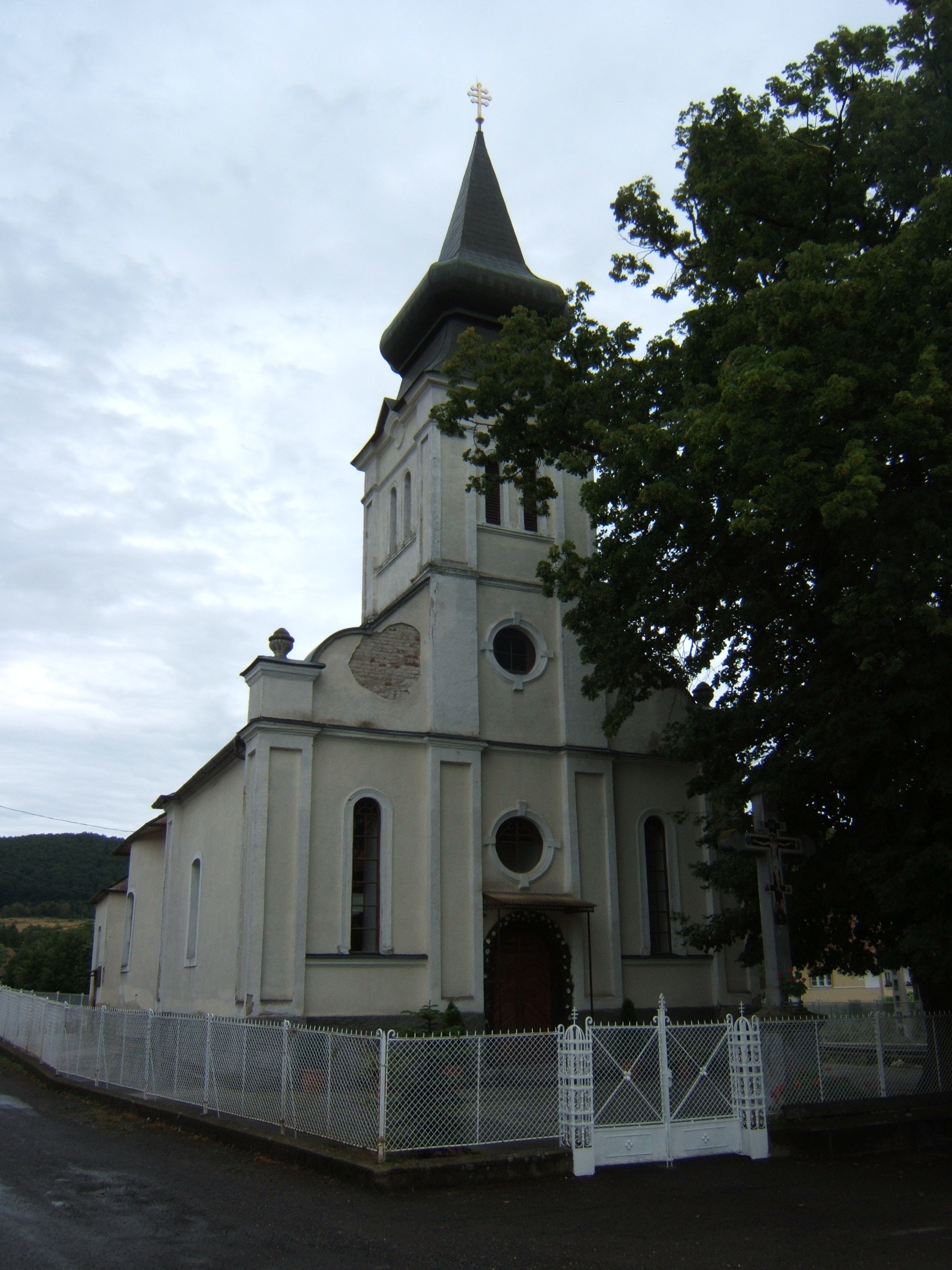
Griech.-kath. Kirche Istenszülő oltalma
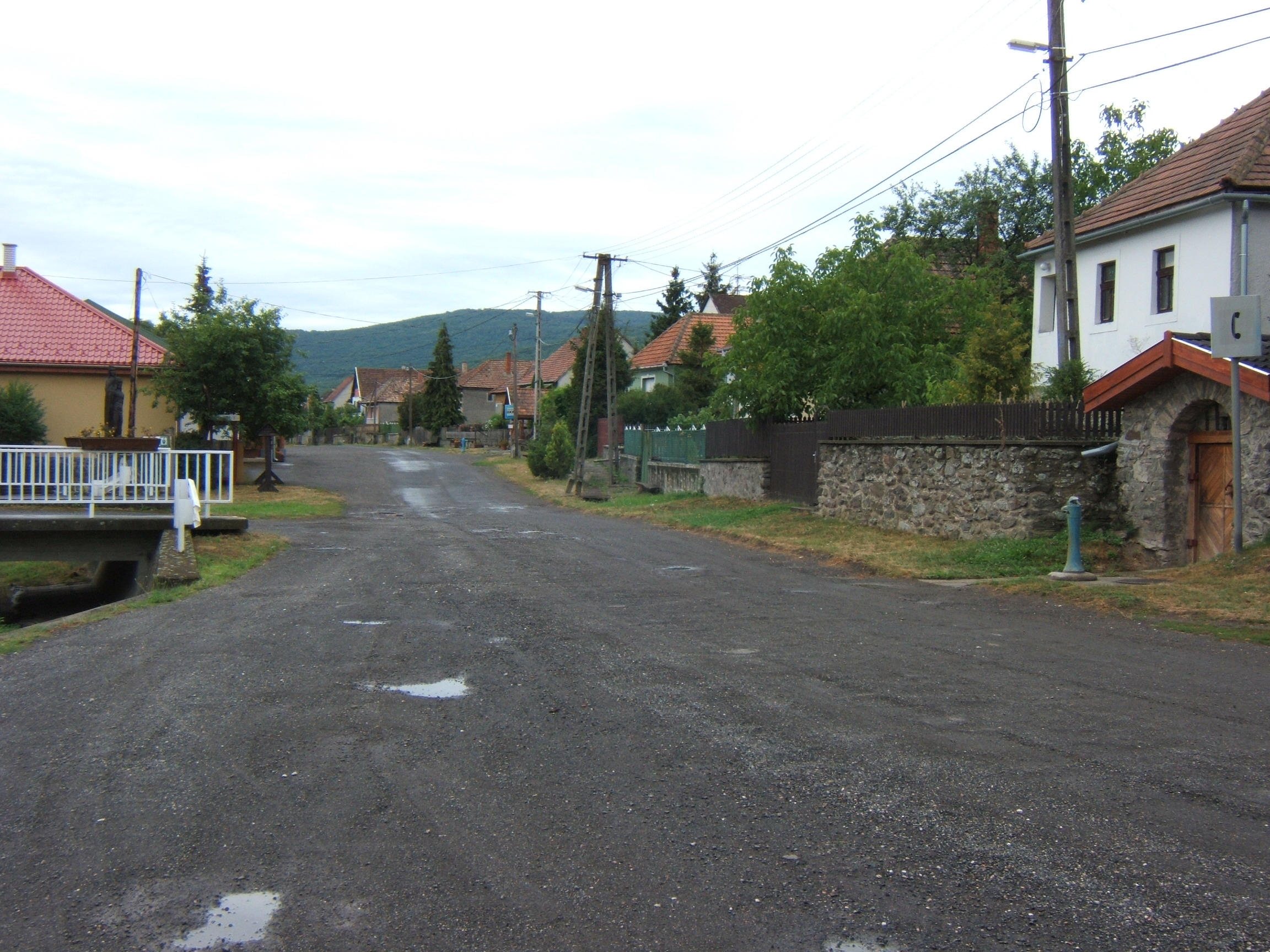
Straßenbild in Baskó

## Verkehr
Baskó ist nur über die Nebenstraße Nr. 37116 zu erreichen. Der nächstgelegene Bahnhof befindet sich in Abaújkér.